# 가와노 준지
가와노 준지(일본어: 川野 淳次, 1945년 7월 11일 ~ )는 일본의 전 축구 선수이다.

## 국가대표팀 경력
그는 1968년 3월 31일 오스트레일리아과의 경기에서 일본 국가대표팀에 데뷔했다. 그는 1969년까지 국제 A매치 통산 2경기에 출전했다.

## 통계
| 일본 | 일본 | 일본 |
| 연도 | 출전 | 득점 |
| ---- | ---- | ---- |
| 1968 | 1    | 0    |
| 1969 | 1    | 0    |
| 통산 | 2    | 0    |